# سرخرگ قولونی راست
سرخرگ قولونی راست یا شریان کولیک راست (انگلیسی: Right colic artery) از شاخه های سرخرگ روده‌بندی بالایی(شریان مزانتریک فوقانی) است.
با حرکت به سمت دیستال در طول تنه اصلی سرخرگ روده‌بندی بالایی (شریان مزانتریک فوقانی)، سرخرگ قولونی راست دومین شاخه از سه شاخه‌ای است که از سمت راست تنه اصلی سرخرگ روده‌بندی بالایی خارج می‌شود. این سرخرگ شاخه‌ای متمایز است که در موقعیت پشت‌صفاقی به سمت راست رفته تا کولون صعودی را خون‌رسانی کند. این سرخرگ در نزدیکی کولون به یک شاخهٔ نزولی که با سرخرگ درازروده‌ای‌قولونی (شریان ایلئوکولیک) بازپیوسته می‌شود و به یک شاخه صعودی که با سرخرگ قولونی میانی بازپیوسته (آناستوموز) می‌گردد، تقسیم می‌شود.